# Liste der Kulturdenkmäler in Klotten
In der Liste der Kulturdenkmäler in Klotten sind alle Kulturdenkmäler der rheinland-pfälzischen Ortsgemeinde Klotten aufgeführt. Grundlage ist die Denkmalliste des Landes Rheinland-Pfalz (Stand: 21. September 2023).

## Denkmalzonen
| Bezeichnung                    | Lage                                                             | Baujahr                            | Beschreibung | Bild                           |
| ------------------------------ | ---------------------------------------------------------------- | ---------------------------------- | --- | ------------------------------ |
| Denkmalzone Burg Coraidelstein | nördlich des Ortes Lage                                          | Ende des 10. Jahrhunderts          | angeblich von Pfalzgraf Hermann I. (996 letztmals genannt) gegründet, 1338 bedeutend erweitert, 1545 Errichtung eines „neuen Baus auf der Veste zu Klotten“, unzerstört, 1830 auf Abbruch verkauft; von der Höhenburg erhalten: im Kern romanischer Bergfried mit gotischer Ummantelung, Burghaus mit Rundturm, Nebengebäude (im Südosten 1543–1547 errichtetes Herrschaftshaus mit Resten dreier Rundtürme), Villa der 1950er Jahre | weitere Bilder Fotos hochladen |
| Denkmalzone Jüdischer Friedhof | nordwestlich des Ortes in der Nähe der Straße nach Landkern Lage | zweite Hälfte des 19. Jahrhunderts | 14 Grabsteine, ältester Stein von 1878 | Fotos hochladen                |

## Einzeldenkmäler
| Bezeichnung                         | Lage                                                | Baujahr                     | Beschreibung | Bild                                    |
| ----------------------------------- | --------------------------------------------------- | --------------------------- | --- | --------------------------------------- |
| Wegekapelle                         | Am Mühlenberg Lage                                  | 17. Jahrhundert             | Wegekapelle, 17. Jahrhundert; Nischenkreuz, 17. Jahrhundert; Wegekreuz, Basalt, bezeichnet 1683 | BW                                      |
| Bahnhof Klotten                     | Bahnhofstraße ohne Nummer Lage                      | Anfang des 20. Jahrhunderts | eingeschossiger Bruchsteinbau, teilweise Fachwerk, Anfang des 20. Jahrhunderts | weitere Bilder Fotos hochladen          |
| Wohnhaus                            | Bahnhofstraße 9 Lage                                | 16. Jahrhundert             | Fachwerkhaus, teilweise massiv, Ständerbau, 16. Jahrhundert | Fotos hochladen                         |
| Wegekreuz                           | Bahnhofstraße, an Nr. 13 Lage                       | 1646                        | Nischenkreuz, bezeichnet 1646 | Fotos hochladen                         |
| Wappenstein                         | Brauweiler Platz Lage                               |                             | Stein mit Abtskrümme | BW                                      |
| Wohnhaus                            | Fahrstraße 8 Lage                                   | 16. Jahrhundert             | gotischer Massivbau, 16. Jahrhundert, Rückwand teilweise Fachwerk | BW                                      |
| Wappenstein                         | Fahrstraße, gegenüber Nr. 8 Lage                    |                             | Relief, Stein mit Abtskrümme | BW                                      |
| Kapelle                             | Hauptstraße, bei Nr. 19 Lage                        | 19. Jahrhundert             | Kapelle, neugotisch, 19. Jahrhundert | BW                                      |
| Schulhaus                           | Hauptstraße 26 Lage                                 | 1907                        | Schule; Bruchsteinbau, bezeichnet 1907 | BW                                      |
| Skulptur                            | Hauptstraße, an Nr. 56 Lage                         | 19. Jahrhundert             | Nikolaus-Skulptur, 19. Jahrhundert | BW                                      |
| Wohnhaus                            | Hauptstraße 69 Lage                                 | 1588                        | dreigeschossiges Fachwerkhaus, teilweise massiv, bezeichnet 1588 | Fotos hochladen                         |
| Wohnhaus                            | Hauptstraße 72 Lage                                 | um 1600                     | Fachwerkhaus, teilweise massiv, verputzt, um 1600 | BW                                      |
| Malmedyer Hof                       | Hauptstraße 75 Lage                                 | 16. Jahrhundert             | Fronhof der Abtei Brauweiler; dreigeschossiges Fachwerkhaus, teilweise massiv, 16. Jahrhundert, Zwerchhaus aus dem 19. Jahrhundert | Fotos hochladen                         |
| Wohnhaus                            | Hauptstraße 80 Lage                                 | 1632                        | Fachwerkhaus, teilweise massiv, bezeichnet 1632; Takenplatte, 18. Jahrhundert | BW                                      |
| Wohnhaus                            | Hauptstraße 89/91 Lage                              | 1896                        | Doppelhaus, Bruchstein, bezeichnet 1896 | BW                                      |
| Wohnhaus                            | Hauptstraße 103 Lage                                | 1545                        | dreigeschossiges Fachwerkhaus, bezeichnet 1545 | Fotos hochladen                         |
| Wohnhaus                            | Hauptstraße 104 Lage                                | 1583                        | dreigeschossiges Fachwerkhaus, teilweise massiv, verputzt, Krüppelwalmdach, bezeichnet 1583, 1585 und 1664 | Fotos hochladen                         |
| Wohnhaus                            | Hauptstraße 105 Lage                                | 1545                        | dreigeschossiges Fachwerkhaus, teilweise massiv, bezeichnet 1545; Brunnen, bezeichnet 1463 (oder 1863) | Fotos hochladen                         |
| Wohnhaus                            | Hohlstraße 4 Lage                                   | 16. oder 17. Jahrhundert    | Fachwerkhaus, teilweise massiv oder verkleidet, wohl aus dem 16. oder 17. Jahrhundert | Fotos hochladen                         |
| Zehnthof                            | Hohlstraße, zu Nr. 11 und 13 Lage                   | 18. Jahrhundert             | Zehnthof der Reichsabtei Stablo-Malmedy; Bruchsteinbau, teilweise Fachwerk, Baujahr 1544 lt. dentrochron. Gutachten des Landesdenkmalamtes | Fotos hochladen                         |
| Wohnhaus                            | Hohlstraße 20 Lage                                  | 19. Jahrhundert             | Moselwinzer- und Küferhaus, Bruchsteinbau, 19. Jahrhundert; 1989 als Kulturdenkmal des Kreises Cochem-Zell ausgezeichnet | Fotos hochladen                         |
| Brunnen                             | Hohlstraße, Ecke Schulstraße Lage                   | 19. Jahrhundert             | Schwengelpumpe, 19. Jahrhundert | Fotos hochladen                         |
| Bildstock                           | Kernstraße, auf dem Neuen Friedhof Lage             | 19. Jahrhundert             | Kreuzigungsgruppe, 19. Jahrhundert | BW                                      |
| Wegekreuz                           | Kernstraße, Ecke Hauptstraße Lage                   | 1772                        | Wegekreuz, bezeichnet 1772 | BW                                      |
| Portal                              | Martinstraße, an Nr. 3 Lage                         | 1767                        | Portal, bezeichnet 1767 | Fotos hochladen                         |
| Wohnhaus                            | Mittelstraße 48 Lage                                | 17. Jahrhundert             | Fachwerkhaus, verputzt, 17. Jahrhundert | BW                                      |
| Wohnhaus                            | Mittelstraße 52 Lage                                | 1871                        | Moselwinzerhaus, großer Bruchsteinbau, bezeichnet 1871 | BW                                      |
| Wohnhaus                            | Mittelstraße 57 Lage                                | 1621                        | dreigeschossiges Fachwerkhaus, teilweise massiv, verputzt und verschiefert, bezeichnet 1621 | BW                                      |
| Wohnhaus                            | Mittelstraße 58 Lage                                | 16. oder 17. Jahrhundert    | Fachwerkhaus, teilweise massiv, Krüppelwalmdach, 16. oder 17. Jahrhundert | BW                                      |
| Villa                               | Moselstraße 11 Lage                                 |                             | Winzervilla; dreigeschossiger Krüppelwalmdachbau, Bruchstein | Fotos hochladen                         |
| Hofanlage                           | Moselstraße 16 Lage                                 | 19. Jahrhundert             | Winzerhof, großer Bruchsteinbau, 19. Jahrhundert | Fotos hochladen                         |
| Wegekapelle                         | Moselstraße, bei Nr. 27 Lage                        |                             | Wegekapelle; Grabkreuzfragment; Wegekreuz, bezeichnet 1698 | BW                                      |
| Wegekreuz                           | Obere Kirchstraße                                   | 1809                        | Wegekreuz, bezeichnet 1809 | Direkt Bild zu diesem Denkmal hochladen |
| Wegekreuz                           | Obere Kirchstraße                                   | 17. oder 18. Jahrhundert    | Wegekreuz, Sandstein, 17. oder 18. Jahrhundert | Direkt Bild zu diesem Denkmal hochladen |
| Wohnhaus                            | Obere Kirchstraße 3/Schulstraße 6 Lage              | 1524                        | zweiflügeliges Fachwerkhaus; dreigeschossiger Teil, Ständerbau, bezeichnet 1524, zweigeschossiger Teil, 17. Jahrhundert | BW                                      |
| Pfarrhaus                           | Obere Kirchstraße 15 Lage                           | 17. Jahrhundert             | ehemaliges Pfarrhaus; dreigeschossiges Fachwerkhaus, teilweise massiv, 17. Jahrhundert; daran Putzbau, teilweise Fachwerk, 1901 | BW                                      |
| Alte Post                           | Obere Kirchstraße 16 Lage                           | um 1900                     | späthistoristischer Putzbau, verkleidet, um 1900 | BW                                      |
| Wegekapelle                         | Obere Kirchstraße, Ecke Brühlstraße Lage            | 19. Jahrhundert             | Wegekapelle, 19. Jahrhundert; Nischenkreuz, bezeichnet 1599 | Fotos hochladen                         |
| Wohnhäuser                          | Räuschelstraße 6/7 Lage                             | um 1700                     | zwei Fachwerkhäuser, teilweise massiv, um 1700, Schuppen; Gesamtanlage | BW                                      |
| Katholische Pfarrkirche St. Maximin | Schulstraße Lage                                    | ab dem 12. Jahrhundert      | romanischer Westturm, 1564 aufgestockt, ursprünglich zweischiffiges Langhaus, Südkapelle aus dem 16. Jahrhundert, 1868 Umgestaltung zur Vorhalle sowie Erweiterung zur dreischiffigen Halle; Türzieher, Bronze, 12. Jahrhundert; auf dem Friedhof 42 Grabkreuze, ab 1507; Grabmal, 19. Jahrhundert; spätgotisches Steinkreuz, erste Hälfte des 15. Jahrhunderts; Kriegerdenkmal; Gesamtanlage aus Kirche, altem Friedhof und Pfarrhaus | weitere Bilder Fotos hochladen          |
| Wegekreuz                           | Schulstraße                                         | 1657                        | Wegekreuz, bezeichnet 1657 | Direkt Bild zu diesem Denkmal hochladen |
| Türsturz                            | Schulstraße, an Nr. 4 Lage                          | um 1050                     | Türsturz mit Ritzzeichnungen, um 1050 | BW                                      |
| Seitskapelle                        | nördlich des Ortes Lage                             |                             | Weinbergkapelle, zweiteiliger Bau; neugotische Christusfigur | weitere Bilder Fotos hochladen          |
| Kreuzweg                            | nördlich des Ortes unterhalb von Burg Coraidelstein | 20. Jahrhunderts            | Kreuzweg, Reliefs, 20. Jahrhunderts | Direkt Bild zu diesem Denkmal hochladen |
| Kapelle                             | nördlich des Ortes am Kavelocherhof Lage            | 18. Jahrhundert             | Kapelle, Dreifaltigkeitsrelief, 18. Jahrhundert | BW                                      |
| Kapelle und Kreuzweg                | nordwestlich des Ortes Lage                         |                             | Kapelle; Saalbau mit Fachwerkvorbau; zwei Kreuze, bezeichnet 1637 und 1679; Grabkreuz, 18. Jahrhundert; Kreuzweg, reliefierte Stelen, Ende des 19. oder Anfang des 20. Jahrhunderts | BW                                      |
| Wegekreuze                          | nordwestlich des Ortes                              | 1652                        | Nischenkreuz, bezeichnet 1652; zwei Kreuzfragmente | Direkt Bild zu diesem Denkmal hochladen |
| Kreuzweg                            | östlich des Ortes und rechts der Mosel Lage         |                             | Kreuzweg, Stelentyp mit Reliefs | BW                                      |

## Ehemalige Kulturdenkmäler
| Bezeichnung | Lage                                   | Baujahr         | Beschreibung                                                                                             | Bild            |
| ----------- | -------------------------------------- | --------------- | --- | --------------- |
| Wohnhaus    | Bahnhofstraße 6 Lage                   | 16. Jahrhundert | Fachwerkhaus, teilweise massiv, verputzt und verschiefert, Krüppelwalmdach, 16. Jahrhundert; abgebrochen | Fotos hochladen |
| Bildstock   | Mittelstraße, Ecke Nikolausstraße Lage | um 1800         | Bildstock; massiv, verputzt, ca. 2,50 m hoch, große Nische, um 1800; aus Denkmalliste gelöscht           | BW              |
| Wohnhaus    | Moselstraße 6 Lage                     | um 1850         | Moselwinzerhaus, Bruchstein, um 1850; aus Denkmalliste gelöscht                                          | BW              |